# لاس وگاس کوئیکسیلورز
لاس وگاس کوئیکسیلورز (انگلیسی: Las Vegas Quicksilvers)، تیم فوتبالی بود که در لاس وگاس، نوادا بنیان‌گذاری شده و در رقابت‌های لیگ فوتبال آمریکای شمالی مسابقه می‌داد. این تیم تنها به مدت یک فصل در سال ۱۹۷۷ در این رقابت‌ها حاضر بود.

## بازیکنان برجسته
- تونی
- اوزه‌بیو
- آبل براگا